# JR貨物ホキ1100形貨車
JR貨物ホキ1100形貨車（JRかもつホキ1100がたかしゃ）は、日本貨物鉄道（JR貨物）に在籍している貨車（ホッパ車）である。

## 概要
本形式はホキ1000形の後継形式として製作された、フライアッシュ・炭酸カルシウムを専用種別とする 35t 積の私有貨車である。
記号番号表記は特殊標記符号「オ」（全長が12 m をこえるホッパ車）を前置し「オホキ」と標記する。
台車はホキ1000同様にTR213系であるが、派生型のTR213Gが新造されている。これにより最高速度はホキ1000の75km/hから95km/hに向上している。
三岐鉄道東藤原駅から衣浦臨海鉄道碧南市駅の間で運用されており、太平洋セメント藤原工場（東藤原駅隣接）から炭酸カルシウムを輸送し、碧南市駅（JERA碧南火力発電所）からフライアッシュ（石炭灰）を輸送する。本形式で運転される列車では車体色に因んで「白ホキ貨物」の愛称がある。
量産先行車
2015年10月1日に量産試作車である1両が日本車輌製造豊川製作所を出場し、記号番号はホキ1100-1とされた。同年11月3日からZX45Aコンテナ（リサーチキャビン）を積載したコキ104-2826と併結して静岡駅 - 西浜松駅にて試運転を行ない、同年11月16日には定期列車に連結して三岐鉄道三岐線内にて走行試験を行なった。
量産車
2016年4月1日には量産車の3両（ホキ1100-2 - 4）が、2017年3月3日に3両（ホキ1100-5 - 7）が、2018年3月7日には5両（ホキ1100-8 - 12）が、2019年3月13日には6両（ホキ1100-13 - 18）が、同年10月25日には6両（ホキ1100-19 - 24）が、2021年2月24日には6両（ホキ1100-25 - 30）が、同年3月31日には4両（ホキ1100-31 - 34）が日本車輌製造豊川製作所を出場した。

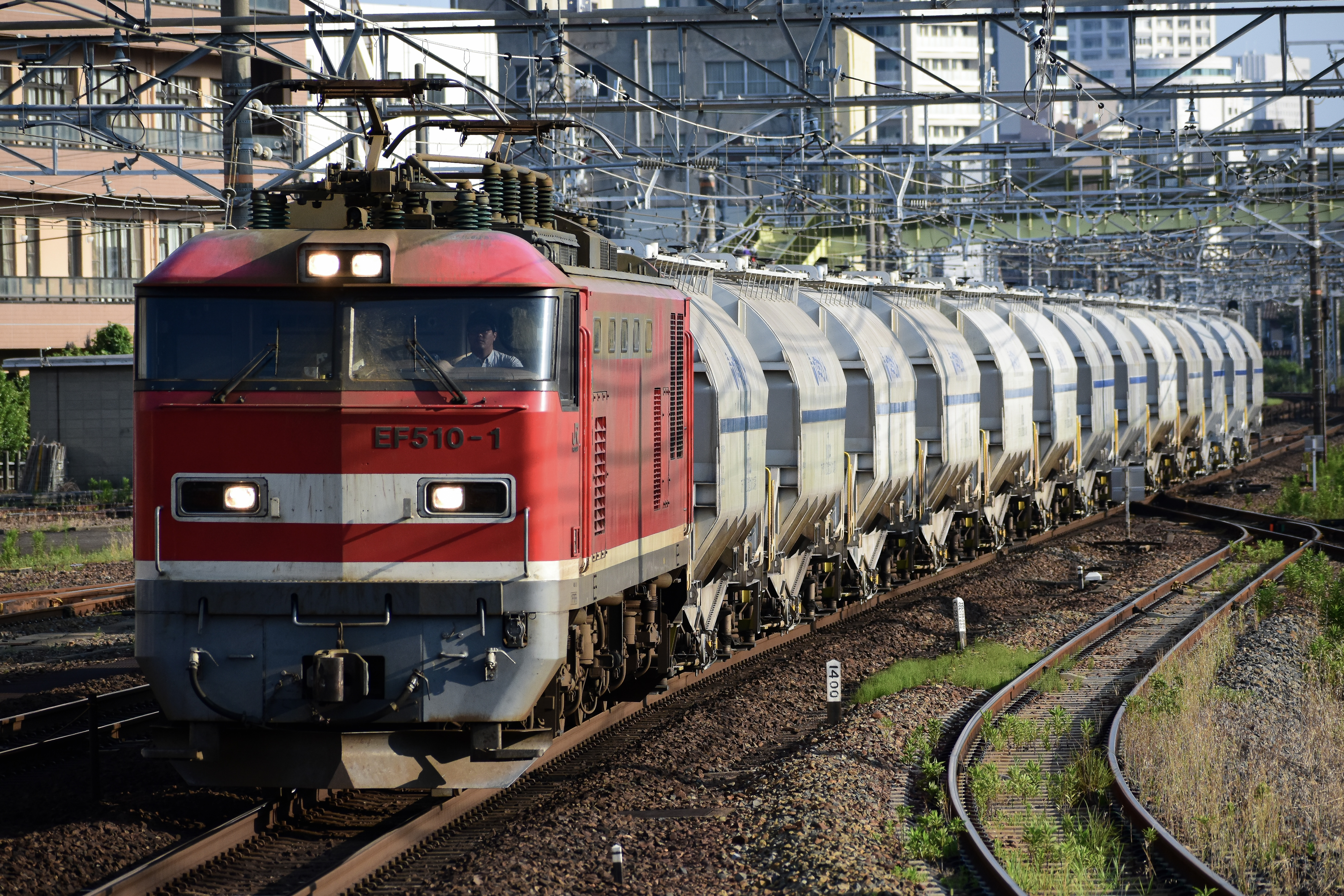
ホキ1100形を牽引するEF510形1号機。